# Степной, Павел Васильевич
Павел Васильевич Степной до 1919 года носил фамилию Недоносков (15 января 1889, Саратов — 26 марта 1938, Саратов) — русский офицер, штабс-капитан, участник Первой мировой и Гражданской войн.
Кавалер ордена Святого Владимира IV-й степени, орденов Святой Анны III-й и IV-й степеней, орденов Святого Станислава II-й и III-й степеней, Аннинского оружия.
Брат депутата Государственной думы I созыва В. В. Недоноскова и архитектора Н. В. Степного.

## Биография
Родился в купеческой семье. Отец — Василий Васильевич Недоносков, мать — Наталья Хрисанфовна, урождённая Сидорова. В 1919 году все проживавшие в г. Саратове Недоносковы сменили фамилию на Степные.

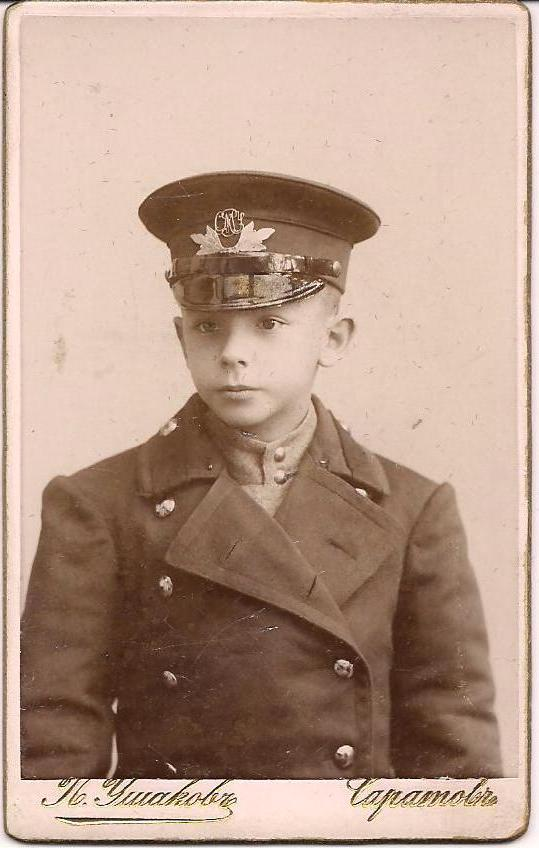
Реалист Павел Недоносков, 1 сентября 1896.

До 1906 года обучался, как и брат Николай,  в Саратовском Александро-Мариинском реальном училище, жил до 1913 года в родительском доме, расположенном как раз напротив реального училища, известном до сих пор как «Дом Недоноскова». Затем обучался в Петроградском технологическом институте и Московском сельскохозяйственном институте, в дальнейшем, в 1922 году окончил Саратовский государственный университет.
Павел Недоносков  вступил в службу 1 декабря 1911 года вольноопределяющимся 1 разряда в Карсский 188-й пехотный полк на собственное содержание, произведён в прапорщики запаса армейской пехоты по Саратовскому уезду.
18 июля 1914 г. П. В. Недоносков был призван в действующую армию, зачислен в 326-й Белгорайский пехотный полк практически через неделю после  его сформирования из кадра 186-го пехотного Асландузского полка. Дальнейшие сведения приведены по данным послужного списка П.В. Недоноскова.
В августе 1914 года П. В. Недоносков принимал участие в боях под дер. Седлиска-Велька и у ст. Травники, находясь в составе войск Гренадёрского корпуса, участвовал в боях под дер. Суходолы, дер. Лопонника, в стычках с арьергардами противника у д. Ясвики и Антоновка, в боях под дер. Дроганы, за что награждён орденом Св. Анны IV-й степени с надписью «За храбрость» (12 марта 1915) и Св. Анны IV-й степени с надписью «За храбрость» (Аннинское оружие) (22 сентября 1915). В составе войск 3 Кавказского корпуса участвовал в боях у дер. Драганы и под дер. Тарнавка. 
С 15 сентября 1914 года П.В. Недоносков назначен начальником команды разведчиков и находясь с составе войск XII, 29 армейских корпусов, участвовал в осаде крепости Перемышль.
 
В приказе командира 326-го Белгорайского пехотного полка от 6 ноября 1914 г. № 107 полковника Н.К. Чижевского указывалось:
Наши молодцы разведчики сняли австрийскую заставу, расположенную у дер. Козеница, при чем одного убили, а восемь человек при офицере с их винтовками и снаряжением захватили в плен. За молодецкое дело, вполне достойное удали разведчиков, от лица службы благодарю Начальника команды разведчиков прапорщика Недоноскова и нижних чинов.
Приказом по войскам XI армии от 27 мая 1915 года № 211 «за отличия в делах против неприятеля» при осаде и взятии крепости Перемышль награжден орденом Св. Анны III-й степени с мечами и бантом.
В апреле — июне 1915 года находясь в составе войск 3 Кавалерийского корпуса, командуя 14 ротой полка,  П. В. Недоносков участвовал в формировании переправы через реку Днестр у дер. Бедынце, в боях у дер. Миханче, дер. Княж Двор у реки Прут, при г. Стрый, дер. Забхотовце, дер. Березница-Крулевска, дер. Млыниска, в ночном бою у г. Жидачева, в боях близ дер. Массаровка, за что приказом по войскам IX армии от 10 августа 1915 года «за отличия в делах против неприятеля» награждён орденом Св. Станислава III-й степени с мечами и бантом.
В июне—июле 1915 года, находясь в составе войск 33 армейского корпуса, участвовал в боях при дер. Дзвиняч, пожалован за отличия в делах против неприятеля орденом Св. Владимира IV-й степени с мечами и бантом (13 июня 1915). В составе  войск XI армейского корпуса, в августе 1915 года, участвовал в боях у реки Стрыпи, а затем, в  составе войск 33 армейского корпуса, в боях под г. Чертковым и дер. Иванье.  В сентябре—октябре 1915 года, находясь в составе войск 39 и 30 армейских корпусов, участвовал в лесных боях у дер. Чумань и Карпиловка, а также в боях при дер. Комаровка на левом берегу реки Стрыпи, за что приказом по IX армии от 29 июля 1916 года «за отличия в делах против неприятеля» награждён орденом Св. Станислава II-й степени с мечами.
С 22 февраля 1916 года П.В. Недоносков командовал 4 батальоном полка, а с марта по май 1916 года, находясь в составе войск XII и XI армейских корпусов, участвовал в обороне позиции при дер. Ржавинцы и дер. Каленкауцы, произведён в поручики. В мае 1916 года весь Юго-Западный фронт перешёл в наступление, в результате которого противник был отброшен за р. Прут . 5 мая 1916 года П.В. Недоносков командирован в 91-й запасной пехотный полк (г. Саратов) для командования учебной ротой, в дальнейшем произведён в штабс-капитаны. 

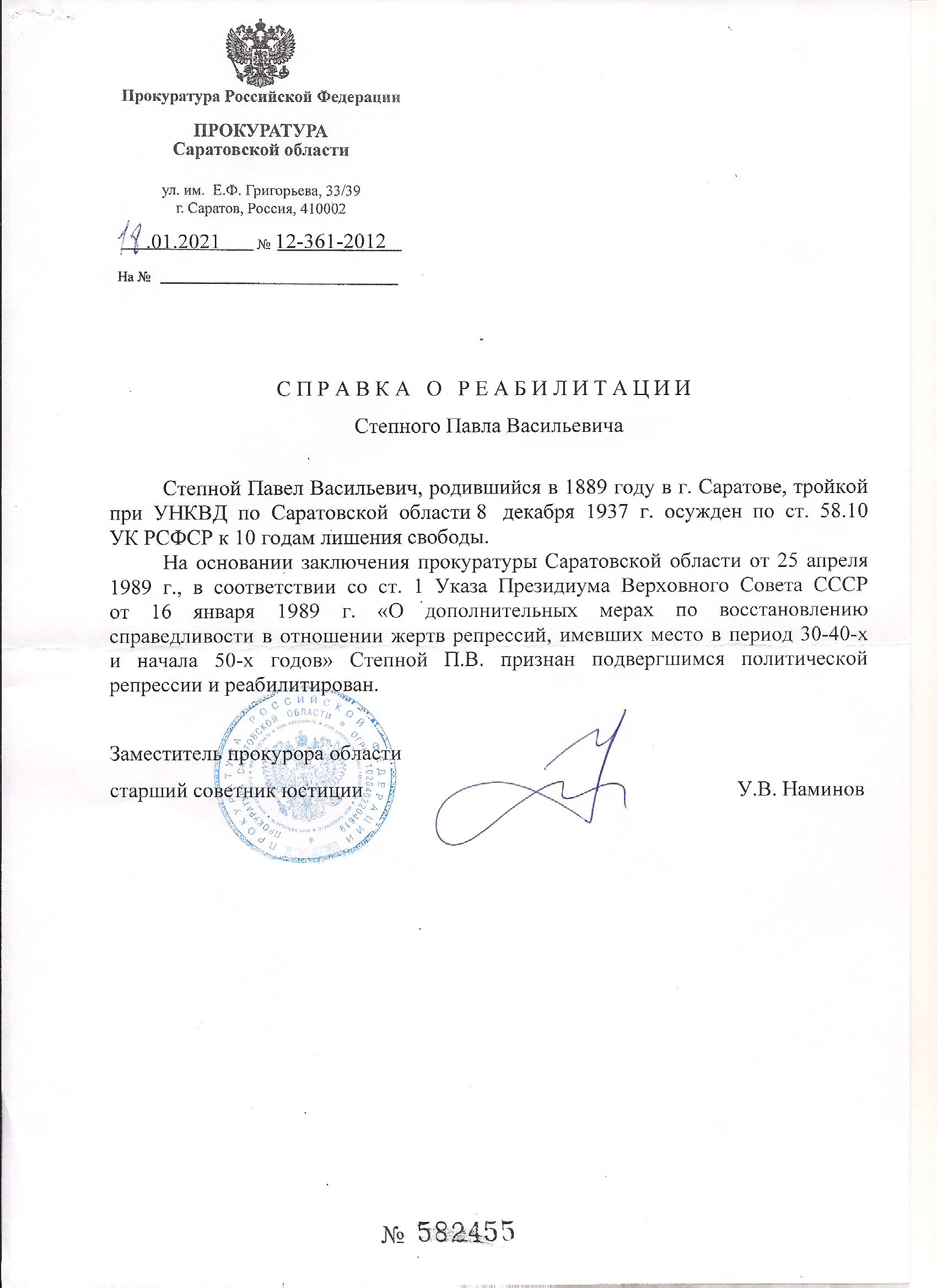
Справка о реабилитации П.В. Степного - 2021 г.

В феврале 1918 года П. В. Недоносков был демобилизован из действующей армии, подвергался аресту органами ЧК по обвинению в контрреволюционной деятельности, но был отпущен.  
2 декабря 1937 года был арестован органами НКВД по обвинению в антисоветской пропаганде и агитации, защите «врага народа» М. Н. Тухачевского, репрессирован во внесудебном порядке 8 декабря 1937 года решением тройки НКВД по Саратовской области по статье 58.10 УК РСФСР на 10 лет концлагерей. П.В. Степной умер 26 марта 1938 года в тюрьме Саратовского НКВД. Л. С. Степная пыталась добиться реабилитации мужа в 1957 году, но в этом было отказано. Реабилитирован П. В. Степной в 1989 году на основании ст. 1 Указа Президиума Верховного Совета СССР от 16 января 1989 года "О дополнительных мерах по восстановлению справедливости в отношении жертв репрессий, имевших место в период 30-40-х и начала 50 годов".

## Семья
П. В. Недоносков был женат на Лидии Сергеевне Степной (Недоносковой), урождённой Алексеевой (24.07.1893 — 20.05.1973),  в браке родилась дочь — Наталья Павловна Степная (Недоноскова) (04.06.1914 — 22.03.2002).
22 ноября 2023 года усилиями школьного Музея боевой и трудовой славы  и Дирекции гимназии № 1 г. Саратова проведена презентация  Книга памяти учеников и преподавателей  Саратовского I-го Александро-Мариинского реального училища – защитников Отечества, представляющая собой 2-х томное издание архивных биографических данных участников русско-турецкой (1877-1878 гг.), русско-японской (1904-1905 гг.) и Первой Мировой (1914-1918 гг.) войн. В Книгу Памяти включено, в том числе, и описание боевого пути П.В. Недоноскове на полях сражений 1-й Мировой войны, а так же автобиографические сведения о нем и его семье.

П. В. Недоносков с семьёй
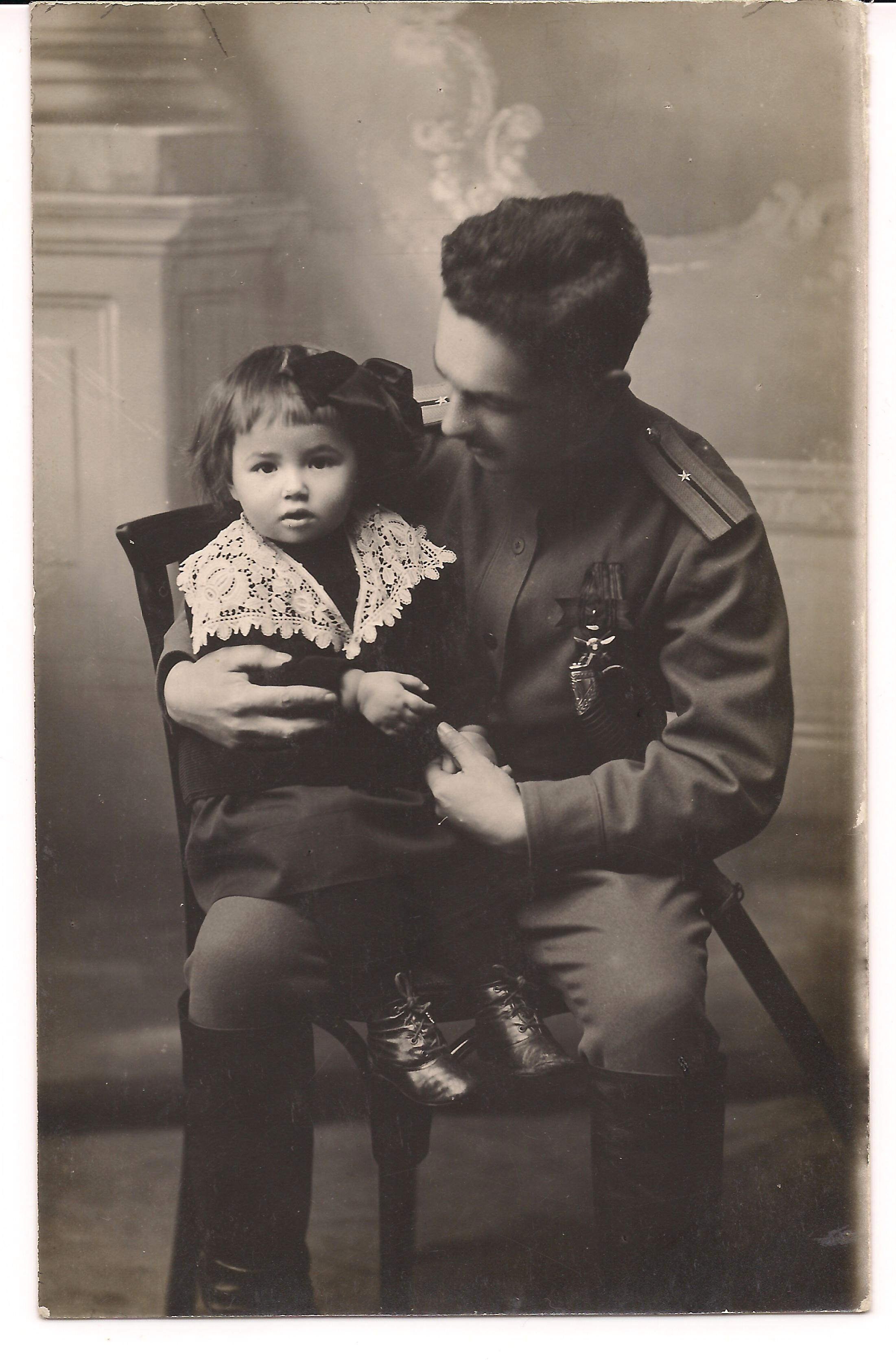
С дочерью Наташей, 10 июня 1916 (на груди у Павла орден Св. Владимира IV-й степени с мечами и бантом)
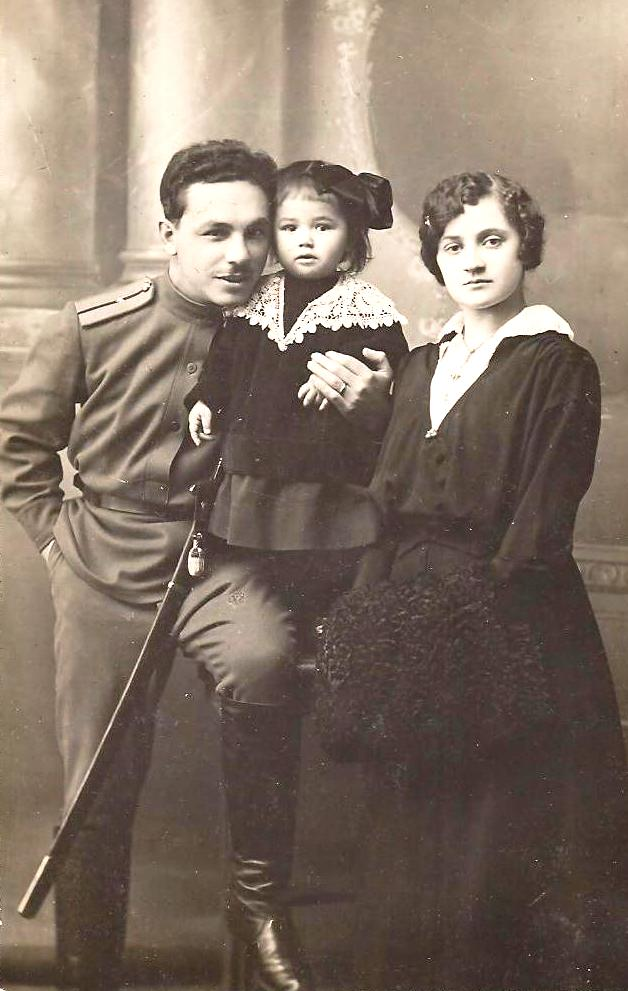
C женой Лидией и дочерью, 10 июня 1916.

## Награды[28]
- орден Св. Анны IV-й степени с надписью "За храбрость" (12.03.1915)[29]
- орден Св. Владимира IV-й степени с мечами и бантом (13.06.1915)[30]
- орден Св. Анны IV-й степени с надписью "За храбрость" (Аннинское оружие) (22.09.1915)[31]
- орден Св. Станислава III-й степени с мечами и бантом (07.04.1916)[32]
- орден Св. Анны III-й степени с мечами и бантом (26.04.1916)[33]
- орден Св. Станислава II-й степени с мечами (29.06.1916)

## Архивные документы
- РГВИА - ф. 2935, оп. 1, д. 221 - Алфавит офицеров полка - поручик П. Недоносков
- РГВИА - ф. 2935, оп. 1, д. 221 - Алфавит офицеров полка - поручик П. Недоносков
- РГВИА - ф. 2935, оп. 1, д. 13 - Приказы по 326-му Белгорайскому полку - Приказ от 06.11.1914 г. № 107 о поощрении прапорщика П. Недоноскова - командира команды разведчиков
- ГАСО - ф. 417, оп. 1, д. 410 - Послужной список штабс-капитана П.В. Недоноскова, 1916 г.
- ГАСО - ф. 417, оп. 1, д. 410 - Послужной список штабс-капитана П.В. Недоноскова, 1916 г.
- РГВИА - фонд Печатные издания, дело - ВП ЕИВ, Высочайший Приказ от 12 марта 1915 г.
- РГВИА - фонд Печатные издания, дело - ВП ЕИВ, Высочайший Приказ от 13 июня 1915 г.
- РГВИА - фонд Печатные издания, дело - ВП ЕИВ, Высочайший Приказ от 22 сентября 1915 г.
- РГВИА - фонд Печатные издания, дело - ВП ЕИВ, Высочайший Приказ от 7 апреля 1916 г.
- РГВИА - фонд Печатные издания, дело - ВП ЕИВ, Высочайший Приказ от 26 апреля 1916 г.
- УФСБ по Саратовской области - Управление по Саратовскому краю, дело № 18329 по обвинению Степного П. В., 1938 г.
- УФСБ по Саратовской области - Дело № 18329 по обвинению Степного П. В. , выписка из протокола от 08.12.19137 г.